# Saint-Paul (Reunion)
Saint-Paul – miasto w Reunionie (departamencie zamorskim Francji), na wyspie Reunion. Leży nad Oceanem Indyjskim. Według danych INSEE w 2019 roku liczyło 104 556 mieszkańców. Drugie co do wielkości miasto kraju. Głównymi gałęziami gospodarki są produkcja cukru i rumu. Pierwszą stałą osadę założył tu w 1665 roku Étienne Régnault. Do 1669 roku było stolicą wyspy.